# Hartmut von Hentig
Hartmut von Hentig (ur. 23 września 1925 w Poznaniu) – niemiecki pedagog.
Jego ojcem był niemiecki dyplomata Werner Otto von Hentig, który w latach 1924–1927 pełnił funkcję konsula generalnego w Poznaniu. Jako syn dyplomaty Hartmut von Hentig przebywał wraz z ojcem m.in. w San Francisco, Bogocie i Amsterdamie. Po powrocie w 1937 roku do Berlina uczył się we Französisches Gymnasium. Podczas II wojny światowej, od 1943 roku służył najpierw w Reichsarbeitsdienst (organizacji przystosowania obywatelskiego i wojskowego młodzieży w III Rzeszy), a następnie w Wehrmachcie. Od maja do września 1945 przebywał w amerykańskiej niewoli.
Od 1945 do 1948 roku studiował filologię klasyczną na Uniwersytecie w Getyndze, a w latach 1949–1953 kontynuował naukę kolejno w Elizabethtown College w Pensylwanii oraz na Uniwersytecie Chicagowskim. W czerwcu 1953 roku uzyskał stopień doktora, a miesiąc później powrócił do Republiki Federalnej Niemiec. Od 1953 do 1955 pracował jako nauczyciel-wychowawca w szkole Birklehof w Hinterzarten, a w latach 1955–1956 ponownie studiował w Getyndze. W 1956 i 1957 roku zdał państwowe egzaminy nauczycielskie. Od 1957 roku pracował w Uhland-Gymnasium w Tybindze. Od 1963 roku był profesorem Uniwersytetu w Getyndze, a od 1968 Uniwersytetu w Bielefeld. Od 1974 roku był kierownikiem naukowym Szkoły Eksperymentalnej Uniwersytetu w Bielefeld. W 1988 roku przeszedł na emeryturę.
Zainteresowania naukowe von Hentiga koncentrują się wokół podstaw teoretycznych pedagogiki. Zajmuje się zagadnieniami pedagogiki ogólnej oraz teorią szkół ponadgimnazjalnych. Hartmut von Hentig jest twórcą, wprowadzonej w życie, koncepcji Humane Schule, czyli szkoły zhumanizowanej, która to koncepcja zyskała szeroki rozgłos na świecie.

## Wybrane publikacje
- Probleme des altsprachlichen Unterrichts, 1960
- Wie hoch ist die höhere Schule?, 1962
- Das Bielefelder Laborschule, 1971.
- Was ist eine humane Schule?, 1976
- Die entmutigte Republik, 1980
- Die Krise des Abiturs und eine Alternative, 1981
- Erkennen durch Handeln, 1982
- Das allmähliche Verschwinden der Wirklichkeit, 1984
- Arbeit am Frieden, 1987
- Die Schule neu denken, 1993
- Bildung. Ein Essay, 1996
- Kreativität: hohe Erwartung an einen schwachen Begriff, 1998[1].